# Orangevale, Kalifornien
Orangevale är en ort (CDP) i Sacramento County, i delstaten Kalifornien, USA. Enligt United States Census Bureau har orten en folkmängd på 33 960 invånare (2010) och en landarea på 29,8 km².